# 고성 거산리 마애약사여래좌상
고성 거산리 마애약사여래좌상(固城 巨山里 磨崖藥師如來坐像)은 대한민국 경상남도 고성군 거류면에 있는 고려시대의 마애불이다. 2020년 2월 6일 경상남도의 유형문화재 제659호로 지정되었다.

## 현지 안내문
고성 거산리 마애약사여래좌상은 전체 높이가 약 3m에 이르는 거대한 마애불로서 왼손에 둥근 보주를 든 약사여래상임.  얼굴은 얕은 도들새김으로 조각한 반면 신체부위로 내려갈수록 선각으로 조각되었으며  이러한 조각기법과 약사불 형식은 통일신라시대부터 고려시대까지 계승되는 특징임. 마애불의 특징은 좁은 콧대에 큰 콧방울과 도드라진 큰 입술, 편단우견으로 추정되는 대의 형식으로 법주사 마애여래의좌상 등 고려시대 마애불의 특징을 보이고 있어 고성 거산리 마애불의 제작연대는 고려전기로 추정됨.
고성 거산리 마애약사여래좌상은 형식 및 양식적 특징으로 미루어보아 통일신라시대 마애불의 양식을 계승한 고려시대 마애불상으로서 경상도 지역에서는 그 사례가 드문 대형 약사불이라는 점에서 중요한 가치를 지니고 있음.

## 지정 사유
「고성 거산리 마애약사여래좌상」은 거류산의 중간 능선에 위치한 높이가 3미터에 이르는 마애불로서 왼손에 둥근 보주를 든 약사여래상이다. 형식 및 양식적 특징으로 미루어 통일신라시대 마애불의 양식을 계승한 고려시대 마애약사여래좌상으로 추정되며 경상도 지역에서는 그 사례가 드문 약사불이므로 경상남도 유형문화재로 지정한다.

## 참고 자료
- 고성 거산리 마애약사여래좌상 - 국가유산청 국가유산포털